# Basquetebol do Club Athletico Paulistano
O Basquetebol do Club Athletico Paulistano é o departamento de basquetebol do clube poliesportivo brasileiro de mesmo nome, sediado na cidade de São Paulo, em São Paulo. Ele é mais conhecido como Paulistano Basquete, ou por razões de patrocínio, Paulistano/Corpe.

## História
O Clube Athletico Paulistano tem uma participação de destaque no basquetebol brasileiro. São inúmeras participações no Campeonato Paulista e no Brasileiro. A modalidade começou a ser praticada no clube em 1922. Em 1924, o Paulistano participou da fundação da Federação Paulista de Basketball. O seu primeiro título no basquete adulto foi em 1944, no antigo Campeonato Paulista da Capital (ou Campeonato Paulistano), onde apenas as equipes da cidade de São Paulo competiam. Para ficar com o troféu, o CAP superou o Corinthians na decisão. Seus times de base conquistaram inúmeros títulos pelo estado de São Paulo. Na equipe profissional, um dos grandes ídolos do clube foi Marcelinho Huertas.
Seu grande rival no basquete é o EC Pinheiros, com quem disputa o acirrado Clássico dos Jardins, onde o Paulistano representa o bairro de Jardim América, ao passo que o Pinheiros representa o bairro de Jardim Europa.
Apesar de tradicional nos campeonatos de base, o Paulistano demorou para voltar a integrar a elite do Paulista. Depois de disputar algumas edições da divisão de acesso na década de 90, o clube esteve na edição de 1999 no Campeonato Estadual. Depois de três anos de hiato, voltou a participar do campeonato do estado, mas dessa vez pensando a longo prazo. Em 2003, objetivando uma vaga no Nacional, o Paulistano disputa e conquista a etapa Sul da Copa Brasil, que reunia equipes de MG, PR, RJ, RS, SC, GO e SP. Com o título, a equipe garantiu vaga na Supercopa Brasil, onde foi vice-campeã perdendo para o Lobos Brasília na decisão. O ingresso no Campeonato Nacional veio com a quinta colocação na fase de classifição do Paulista de 2003. Na primeira participação no Brasileiro a equipe terminou em 14º lugar.
Em 2005, o Paulistano chegou pela primeira vez à final do Campeonato Paulista e ficou com o vice-campeonato ao perder a série final por 3 a 1 para o COC/Ribeirão Preto. No Brasileiro do mesmo ano, chegou pela primeira vez aos playoffs, sendo eliminado nas quartas pelo Unitri/Uberlândia. No ano de 2009, o Paulistano chegou novamente à decisão do Estadual e depois de três jogos disputados contra o São José, ficou com o segundo lugar. Em 2009, o Paulistano representou a Seleção Brasileira no Torneio Super Four na Argentina ao ceder quase que o seu time inteiro mais o treinador para a competição.
No ano de 2012, o time da Capital disputou pela primeira vez um torneio internacional: o Torneio Interligas, terminando na oitava posição. Na temporada 2013-2014, o Paulistano teve um grande desempenho chegando a duas finais. No Paulista de 2013, a equipe alvirrubra ficou pela terceira vez com a medalha de prata, desta vez sendo batida pelo Bauru por três jogos a zero. No NBB 2013-14 perdeu a partida decisiva para o Flamengo por 78 a 73, após um jogo muito equilibrado. Em 2015, disputou pela primeira vez a Liga das Américas, terminando na décima segunda posição. A quinta colocação obtida no NBB 2015-16 credenciou o time a disputar pela primeira vez a Liga Sul-Americana sendo esta sua terceira participação em um torneio internacional. O Paulistano voltou a uma final de Brasileiro, após chegar a mais uma decisão de NBB. A equipe de São Paulo chegou a estar vencendo por dois a zero o playoff final, porém acabou sofrendo a virada para o Bauru por 3 a 2 e ficou com o segundo lugar no NBB 2016-17.
No Estadual de 2017, o Paulistano fez boa campanha e chegou a mais uma decisão. Na série final, o CAP enfrentou o tradicional Franca e depois de cinco jogos ficou com o título paulista pela primeira vez em sua história ao bater os francanos por 3 a 2. Ainda na temporada 2017-18, o clube chegou a outra final, dessa vez do NBB. Na decisão, o Paulistano encarou o seu arquirrival Mogi das Cruzes. Após quatro jogos disputados, o time da Capital Paulista se sagrou campeão brasileiro pela primeira vez, depois de dois vice-campeonatos. No Campeonato Paulista de 2018, o clube alvirrubro chegou novamente à decisão, reeditando a final do ano anterior contra o Franca. No entanto, foi a equipe do Interior de São Paulo quem ficou com o troféu nesta oportunidade ao vencer o CAP por duas vezes no playoff melhor de três. No Paulista de 2020, o clube alvirrubro voltou a encontrar os francanos na decisão. No entanto, assim como em 2018, o Paulistano ficou com o segundo lugar, ao ser suplantado por 70 a 54.
Em 2021, para dar rodagem aos jogadores da base, o Paulistano disputou, com o sub-22, a Copa São Paulo, torneio adulto organizado pela Federação Paulista de Basketball. A equipe fez ótima campanha na competição e ficou com título ao bater a Liga Sorocabana na decisão por 62 a 57.

## Títulos
| Nacionais | Nacionais             | Nacionais | Nacionais   |
|           | Competição            | Títulos   | Temporada   |
| --------- | --------------------- | --------- | ----------- |
| Brasil    | Campeonato Brasileiro | 1         | 2017-18     |
| Estaduais |                       |           |             |
|           | Competição            | Títulos   | Temporada   |
| São Paulo | Campeonato Paulista   | 2         | 2017 e 2023 |
| São Paulo | Copa São Paulo        | 1         | 2021        |
| São Paulo | Campeonato Paulistano | 1         | 1944        |

### Outros torneios
- Torneio de Preparação do Campeonato da Grande São Paulo - FPB: 1944.
- Campeonato Paulista de Aspirantes da Capital: 1950.
- Campeonato Cidade de São Paulo: 1959.
- Torneio Quadrangular Herman de Moraes Barros: 1968.
- Taça Anchieta: 1970.
- Copa Brasil Sul: 2003.
- Torneio Dix Amico de Basquete: 2006.
- Copa EPTV: 2009.
- Taça Interligas de Desenvolvimento (Sub-22): 3 vezes (2018, 2019 e 2022).
- Liga de Desenvolvimento de Basquete - LDB (Sub-20): 2017-18, 2023 e 2024.

## Campanhas de destaque
- Vice-campeão do Campeonato Brasileiro: 2 vezes (2013-14 e 2016-17).
- Vice-campeão da Supercopa Brasil: 2003.
- Vice-campeão do Campeonato Paulista: 5 vezes (2005, 2009, 2013, 2018 e 2020).

## Últimas temporadas
Legenda:
| Campeão Vice-campeão | Classificado à Champions League Classificado à Liga Sul-Americana | NBB = Novo Basquete Brasil |

## Jogadores históricos
- Caio Torres
- Elinho Corazza
- Guilherme Hubner
- Jhonatan Luz
- Kyle Fuller
- Lucas Dias
- Marcelinho Huertas
- Rafael Bábby
- Shamell
- Yago

## Treinadores históricos
- Gustavo de Conti